# Qeqertaq
Qeqertaq (zastarale Kekertak, dánsky Øen) je osada v kraji Avannaata v Grónsku. Nachází se na jihovýchodě poloostrova Nuussuaq u zálivu Disko. Osada byla založena v roce 1830 jako Øen. V roce 2017 tu žilo 117 obyvatel. Všechny názvy osady znamenají "ostrov".

## Počet obyvatel
Počet obyvatel Qeqertaqu v posledních dvou desetiletích stoupal, od roku 2006 ale opětovně klesá.